# Hrvatska Kostajnica
Hrvatska Kostajnica, často zmiňovaná pouze jako Kostajnica, je malé město s 1993 obyvateli ve středním Chorvatsku. Celkový počet samosprávné oblasti je 2746. Leží z větší části na levém břehu řeky Uny v Sisacko-moslavinské župě, jižně od Petrinji a Sisaku. Na pravém břehu Uny sousedí s Hrvatskou Kostajnicou bosenská Bosanska Kostajnica. V blízkosti nového mostu je hraniční přechod. Pravobřežní části Hrvatske Kostajnice dominuje hrad.
V Hrvatske Kostajnici se nacházejí dvě školy - jedna základní a jedna střední (Srednja škola Ivana Trnskoga), která je mezinárodní ekologickou školou. Ve městě je zdravotní středisko s nemocnicí. Mezi nejvýznamnější památníky Hrvatske Kostajnice patří trosky kostela, zničeného v průběhu srbské okupace v devadesátých létech 20. století. V současné době se v obci každoročně pořádají ketenijady (slavnosti jedlých kaštanů).